# Melissa VanFleet
Melissa Ann VanFleet (Bethlehem, Pennsylvania, 1986. február 8. –) amerikai énekes-dalszerző, zenész. 2012-ben kezdődött a karrierje, amikor a Lacuna Coil, a W.A.S.P. és a Black Sabbath számait dolgozta fel zongorán, és ezekre a feldolgozásokra felfigyelt a metal közösség. Azóta több zenésszel is dolgozott, például Scott Rockenfield-del, Nick Douglas-szel (Doro), Doug Blairrel (W.A.S.P.), Cristina Scabbiával (Lacuna Coil) és az olasz Genus Ordinis Dei nevű szimfonikus death metal együttessel.

## Élete
Melissa VanFleet a pennsylvaniai Bethlehem-ben született. Gyerekkorában a nemzeti himnuszt adta elő helyi stadionokban. 12 éves korában készítette el első demólemezét. Verseket és dalszövegeket is szerzett egyfajta terápia gyanánt, hogy segítsen neki feldolgozni azt a problémát, hogy egyik szülője krónikus beteg. Miután megtalálta apja akusztikus és elektromos gitárjait, illetve az akkord könyvét, megtanult gitározni.
Nagyszüleitől kapott egy karaoke gépet, amelyet sokat használt hét éves korában. Elmondása szerint az apjától tanult énekelni, és nem vett énekórákat. Elmondása szerint gyerekkorában "nem a Szezám utca ringatta álomba, hanem Ozzy Osbourne Shot in the Dark című dala. Elmondása szerint az "erős, különleges hangú női énekesek, mint Alanis Morissette, Fiona Apple, Tracy Chapman és Tori Amos hatottak rá."
VanFleet továbbá képzett táncos. A komolyzenét, főleg Csajkovszkij Hattyúk tava című balettjét is megjelölte, mint zenei hatása.

## Karrierje
Első stúdió felvételét 12 éves korában készítette el.
2012-ben zongorán játszotta a WASP "Sleeping (in the Fire)" című balladáját, amelyet feltöltött a YouTube-ra, a Black Sabbath feldolgozásával egyetemben. A dalok nagy érdeklődésre tettek szert a metal közösségben. Elmondása szerint ezeket a feldolgozásokat Ronnie James Dio iránti tisztelete miatt készítette.
2013-ban jelent meg az első EP-je, amely pozitív kritikát kapott a "NightMair Creative" magazintól. Az album elkészítése egy és fél évbe telt.
2015 áprilisában európai turnéra indult. Fellépett Barcelonában Fellépett a Full Metal Cruise II fesztiválon is.
Akusztikus EP-je 2015. augusztus 19.-én jelent meg. Az albumon hét metal feldolgozás és eredeti dalok is helyet kaptak. Az album szintén pozitív kritikát kapott.
2016-ban VanFleet elmondta az Ultimate Guitar-nak, hogy egy közös projekten dolgozik Scott Rockenfielddel és Nick Douglasszel. Scott szerint Melissa elképesztően tehetséges, és alig várja, hogy dolgozhasson vele. VanFleet szerint az album címadó dalának elkészítésének ötlete a Wacken Full Metal Cruise II-ről származik, ahol a rajongók elmondták, hogy a metal nekik sokkal több, mint zene. Az etherealmetalwebzine 5-ből 5 ponttal értékelte az albumot.
2016 májusában Doug Blair bejelentette, hogy kollaborál vele. 2017-ben megjelent "Raven" című kislemeze, amelyben Blair gitározik.
2017 februárjában Melissa Milánóban rögzítette a "Raven" kislemezt, amely ez év októberében jelent meg. Vanfleet egy exkluzív zongorán játszott verziót készített a Raven-ből, amely 2018 márciusában jelent meg.
2018 februárjában egy podcastban elmondta terveit egy EP-vel kapcsolatban. Az EP ez év októberében jelent meg, és szintén pozitív kritikákban részesült. Az "I'm Music Magazine" 2018 harmincegy legjobb albuma közé válogatta.
2019 májusában a Genus Ordinis Dei nevű olasz szimfonikus death metal zenekar "Nemesis" című dalában énekelt. Az együttes tagja, Nick Kay "abszolút élményként" írta le azt, hogy Melissával dolgozhatott.
Melissa stílusát Adele-hez, Alanis Morrisette-hez és Amy Lee-hez hasonlították. Díjnyertes művész.

## Diszkográfia
- Stars in My Eyes (2013)
- Ode To The Dark (EP, 2018)

### Kislemezek
- "Raven" (2017)

### Akusztikus albumok
- Metal Lullabies (2015)

### Közreműködőként
- "Nemesis" - Genus Ordinis Dei (2019)